# Isanthrene venezuelana
Isanthrene venezuelana là một loài bướm đêm thuộc phân họ Arctiinae, họ Erebidae.